# Hexamethylendiaminadipat
Hexamethylendiaminadipat ist das Reaktionsprodukt von Adipinsäure und Hexamethylendiamin und ist ein Zwischenprodukt bei der Herstellung von Nylon 66. Der Trivialname AH-Salz leitet sich von den Anfangsbuchstaben der Ausgangssubstanzen ab.
Die AH-Salz-Methode zur Herstellung des Polyamids 6.6 ist eine Umsetzung des Salzes unter Druck (ca. 15 bar) und Temperatur (ca. 250 °C) mittels Wasserabspaltung.
Seit Ende 2012 verfügt die Firma BASF in Ludwigshafen am Rhein über eine Anlage mit einer Jahreskapazität von 24.000 t AH-Salz pro Jahr.  Damit zählt Hexamethylendiaminadipat zu den chemischen Substanzen, die in großen Mengen hergestellt werden („High Production Volume Chemical“, HPVC) und für die von der Organisation für wirtschaftliche Zusammenarbeit und Entwicklung (OECD) eine Datensammlung zu möglichen Gefahren („Screening Information Dataset“, SIDS) angefertigt wurde.